# (9374) Sundre
(9374) Sundre est un astéroïde de la ceinture principale.

## Description
(9374) Sundre est un astéroïde de la ceinture principale. Il fut découvert le 19 mars 1993 à La Silla par le programme UESAC. Il présente une orbite caractérisée par un demi-grand axe de 2,31 UA, une excentricité de 0,19 et une inclinaison de 1,0° par rapport à l'écliptique.

## Compléments